# SN 2001bu
SN 2001bu – supernowa odkryta 25 marca 2001 roku w galaktyce A104522-0128. W momencie odkrycia miała maksymalną jasność 19,40m.